# Sariac-Magnoac
Sariac-Magnoac är en kommun i departementet Hautes-Pyrénées i regionen Occitanien i sydvästra Frankrike. Kommunen ligger i kantonen Castelnau-Magnoac som tillhör arrondissementet Tarbes. År 2022 hade Sariac-Magnoac 159 invånare.

## Befolkningsutveckling
Antalet invånare i kommunen Sariac-Magnoac
| Referens: INSEE |